# Lopača (Vrbanja)
Pour la ville croate homonyme, voir Lopača.
Lopača est l'un des nombreux affluents droits dans le cours supérieur de Vrbanja (Bosnie-Herzégovine). Lopača prend sa source à partir de deux composantes (petits ruisseaux) dans les pentes orientales de la montagne Selačka, entre les collines Marina glava (1 192 m) et Lujin dirjek (1 180 m). Ces composants de la source se rejoignent à environ 1 090 m,.
Dans la partie supérieure de son cours, Lopača s'écoule vers le sud-ouest, ensuite elle se dirige vers le nord-ouest, puis juste avant son confluence à Vrbanja, se redirige à nouveau vers le sud-ouest.
Lopača coule en dessous du village de Gelići, le long des pentes de Melina (nord) et Osoje (sud). Elle se jette dans Vrbanja à une altitude de 566 m, sous les pentes de Previja avec le sommet de Padališće (785 m).
De chaque côté, elle reçoit de l'eau de six ruisseaux et petits ruisseaux, dont le plus grand (à droite) est Dolovi. Elle reçoit également de l’eau de plusieurs sources côtières, ce qui maintient son niveau d'eau relativement stable même pendant les périodes de sécheresse les plus longues.
Au-dessous du village de Gelići jusqu’à son confluence, dans les années 1960, il y avait 20 moulins à eau sur Lopača.